# Liste öffentlicher Bücherschränke in Sachsen-Anhalt
Dieser Artikel enthält öffentliche Bücherschränke in Sachsen-Anhalt und erhebt keinen Anspruch auf Vollständigkeit. Ein öffentlicher Bücherschrank ist ein Schrank oder schrankähnlicher Aufbewahrungsort mit Büchern, der dazu dient, Bücher kostenlos, anonym und ohne jegliche Formalitäten zum Tausch oder zur Mitnahme anzubieten. In der Regel sind die öffentlichen Bücherschränke an allen Tagen im Jahr frei zugänglich. Ist dies nicht der Fall, ist dies in den Listen in der Spalte Anmerkungen vermerkt. Die Aufstellung/Einrichtung von Bücherschränken erfolgt überwiegend auf privater Initiative zum Beispiel durch einzelne Personen oder Vereine. Eine Besonderheit ist das Bücherangebot in der Dorfkirche von Axien, die hier mit aufgeführt ist.

## Liste
Derzeit sind in Sachsen-Anhalt 96 öffentliche Bücherschränke erfasst (Stand: 30. Juli 2025):

| Bild                                               | Ausführung                     | Ort                                                                   | Seit          | Anmerkung | Lage                                                                                         |
| -------------------------------------------------- | ------------------------------ | --------------------------------------------------------------------- | ------------- | --- | -------------------------------------------------------------------------------------------- |
|                                                    | Regal                          | ortsübergreifend: Bahnstrecke Leipzig–Gera                            |               | Büchertauschregal in allen Wagen der Erfurter Bahn auf der Strecke Leipzig–Gera                                                                                          | ortsübergreifend                                                                             |
|                                                    | Einbauregal                    | Altmärkische Wische, Ortsteil Lichterfelde                            | März 2021     | Regaleinbau an Außenwand eines Schuppens auf Privatgrundstück am Wohnplatz Ferchlipp                                                                                     | ⊙ gegenüber der Dorfkirche Ferchlipp                                                         |
|                                                    | „Bücherkirche“                 | Annaburg Ortsteil Axien                                               | 2014          | Regale mit etwa 10.000 Büchern im hinteren Teil, auf der Orgelempore und in der Sakristei der Backsteinkirche Axien, 24 Stunden geöffnet                                 | ⊙ An der Kirche/Seegasse                                                                     |
|                                                    |                                | Arneburg                                                              |               | [ 4 ] | ⊙ Breite Straße 15                                                                           |
|                                                    | Telefonzelle                   | Arneburg Ortsteil Beelitz                                             | Apr. 2021     | initiiert von einer Anwohnerin, finanziert von der Kaschade-Stiftung | ⊙ Dorfstraße                                                                                 |
|                                                    | ehemaliger Getränkekühlschrank | Bad Schmiedeberg                                                      | 13. Dez. 2020 | private Initiative | ⊙ gegenüber dem Pflegeheim „Am Kurpark“, Kurpromenade 15                                     |
|                                                    | Bücherregal                    | Bitterfeld                                                            | 2022          | | Kraftwerkssiedlung nahe Ignatz-Stroof-Straße 1b                                              |
|                                                    | Bücherschrank                  | Blankenburg                                                           |               | zwei Bücherschränke mit Leseecke Di-So: 10.00 bis 16.00 Uhr (März bis Dezember)                                                                                          | ⊙ Großes Schloß 1                                                                            |
|                                                    | Bücherschrank                  | Blankenburg                                                           |               | Regal im Marktkauf (Eingangsbereich) | ⊙ Lerchenbreite 5A                                                                           |
|                                                    | Telefonzelle                   | Bismark (Altmark), Ortsteil Kläden                                    |               | | ⊙ Am Schloß                                                                                  |
|                                                    | Regal                          | Burg (bei Magdeburg)                                                  |               | während der Öffnungszeiten des Marktkaufs zugänglich | ⊙ Zibbeklebner Straße, im Marktkauf zwischen Bäcker und Asia-Imbiss                          |
|                                                    | Blaue Telefonzelle             | Burg (bei Magdeburg)                                                  |               | betrieben von der WoBau Burg | ⊙ Südring                                                                                    |
|                                                    | Blaue Telefonzelle             | Burg (bei Magdeburg)                                                  |               | betrieben von der WoBau Burg | ⊙ Gorkistraße                                                                                |
|                                                    | Bücherstall vom Lese-Esel      | Dessau-Roßlau                                                         |               | zugänglich zu den Öffnungszeiten des Tierparks | ⊙ Tierpark Dessau, Querallee 8                                                               |
|                                                    | Regal                          | Dessau-Roßlau                                                         |               | im hinteren Bereich des Cafés, während der Öffnungszeiten des E-Centers (8–20 Uhr)                                                                                       | ⊙ Ernst-Zindel-Straße 4                                                                      |
|                                                    | Buchfink im Drosselweg         | Dessau-Roßlau                                                         |               | vermutlich private Initiative | ⊙ Drosselweg, Ecke Starenweg                                                                 |
|                                                    | Offenes Bücherregal            | Dessau-Roßlau                                                         | Nov. 2021     | Das Regal befindet sich im Erdgeschoss der Kultur- und Freizeitstätte „Villa Krötenhof“ und ist während der Öffnungszeiten zugänglich.                                   | ⊙ Villa Krötenhof, Wasserstadt 50                                                            |
|                                                    | Bücherbox                      | Dessau-Roßlau                                                         | 2024          | 24/7, Fußgängerzone Zebster Straße. | ⊙ Zerbster Straße 20                                                                         |
|                                                    | Buchkreislauf                  | Dessau-Roßlau                                                         |               | 24/7, vermutlich private Initiative | ⊙ Hauerwinkel, Ecke Haidelausigker Weg                                                       |
|                                                    | Bücherfenster                  | Dessau-Roßlau                                                         |               | 24/7, vermutlich private Initiative | ⊙ Antoinettenstraße 8                                                                        |
|                                                    | Telefonzelle                   | Gardelegen                                                            | 2017          | betreut vom Förderverein der Stadt-, Kreis- und Gymnasialbibliothek Gardelegen                                                                                           | ⊙ Ecke Ernst-Thälmann-Straße/Rathausplatz                                                    |
|                                                    | Bücherschrank                  | Gernrode                                                              |               | 24/7 | ⊙ Clara-Zetkin-Straße 36                                                                     |
|                                                    |                                | Goldbeck                                                              |               | [ 4 ] | ⊙ An der Zuckerfabrik 1                                                                      |
|                                                    | Gelbe Bücherzelle              | Gröningen                                                             |               | 24/7, Eingang über den Innenhof (außerhalb der Museums-Öffnungszeiten)                                                                                                   | ⊙ Satteldorfer Straße                                                                        |
| Büchertelefonzelle Halle                           | Telefonzelle                   | Halle (Saale)                                                         | 2015          | initiiert und betreut von den Freunden der Stadtbibliothek Halle e. V., zugänglich während der Öffnungszeiten des Zoos                                                   | ⊙ Zoo Halle, Reilstraße 57                                                                   |
|                                                    | Holzschrank                    | Halle (Saale)                                                         |               | vermutlich private Initiative | ⊙ am Haus Talstraße 33                                                                       |
|                                                    | Regal                          | Halle (Saale)                                                         |               | während der Öffnungszeiten des Edeka zugänglich | ⊙ Jupiterstraße 19–20, Edeka Goj im Eingangsbereich                                          |
|                                                    | Regal                          | Halle (Saale)                                                         |               | | ⊙ Hubertusplatz, neben dem Fahrkartenautomaten                                               |
| Büchertelefonzelle Halle                           | englische Telefonzelle         | Halle (Saale)                                                         | 2017          | initiiert und betreut von den Freunden der Stadtbibliothek Halle e. V.                                                                                                   | ⊙ Ecke Marktplatz/Schülershof                                                                |
|                                                    | Regal                          | Halle (Saale)                                                         |               | Projekt des E-Centers, Öffnungszeiten: Mo–Mi und Sa 07:00–20:00 Uhr, Do–Fr 07:00–21:00 Uhr                                                                               | ⊙ im E-Center, Weißenfelser Straße 52                                                        |
| Bücherregal Halle                                  | Holzregal mit Plexiglastüren   | Halle (Saale)                                                         | 2007          | initiiert durch die Franckeschen Stiftungen, betreut vom Spielehaus, zugleich Bookcrossing-Zone                                                                          | ⊙ Franckeplatz 1, Haus 32, Außenwand Südseite Spielehaus                                     |
|                                                    | Regal in einem Café            | Halle (Saale)                                                         | 2009          | initiiert durch einige Bookcrossende; Öffnungszeiten Montag–Samstag 08:30–16:30 Uhr                                                                                      | ⊙ Kleine Ulrichstraße 2                                                                      |
|                                                    | Regal im Vorraum einer Kirche  | Halle (Saale)                                                         | 2016          | Bookcrossing-Zone und Büchertausch-Regal in der evangelisch-methodistischen Gemeinde Halle                                                                               | ⊙ Schulstraße 9a                                                                             |
|                                                    | Regal im Materie Musikladen    | Halle (Saale)                                                         | 2016          | Bücher werden verschenkt und ist Bookcrossing-Zone, Regal links hinter der Eingangstür des Ladens; geöffnet: Mo–Fr 10–18 Uhr, in der kalten Jahreszeit auch Sa 10–14 Uhr | ⊙ Materie Musikladen, Am Steintor 11                                                         |
|                                                    | Wandregal                      | Halle (Saale)                                                         |               | private Initiative | ⊙ Geiststraße 26, im Durchgang im Hinterhof                                                  |
|                                                    | am Zaun stehendes Schränkchen  | Halle (Saale)                                                         |               | privat „Little free library“ | ⊙ Kreuzvorwerk 10                                                                            |
| Büchertelefonzelle Halle-Neustadt                  | Telefonzelle                   | Halle (Saale), Stadtteil Neustadt                                     | 2015          | aufgestellt und betreut von den Freunden der Stadtbibliothek Halle e. V., 2017 abgebaut aufgrund von wiederholtem Vandalismus, 2020 wieder aufgebaut                     | ⊙ Wochenmarkt neben der Neustädter Passage                                                   |
|                                                    | grün-weiße Telefonzelle        | Harsleben                                                             |               | Durchgehend geöffnet. | ⊙ Alexanderplatz                                                                             |
|                                                    |                                | Hohenberg-Krusemark                                                   |               | [ 4 ] | ⊙ Hauptstraße 46                                                                             |
|                                                    | Telefonzelle                   | Köthen                                                                |               | | ⊙ Jürgenweg                                                                                  |
|                                                    | Telefonzelle                   | Landsberg (Saalekreis)                                                |               | | ⊙ Lutherplatz                                                                                |
|                                                    | Telefonzelle                   | Landsberg (Saalekreis), OT Sietzsch                                   |               | | ⊙ Sietzscher Ring, gegenüber des Dorfgemeinschaftshauses                                     |
|                                                    | Bücherregal                    | Leuna, Ortsteil Günthersdorf                                          |               | innerhalb des EKZ, im Bereich einer Bäckerei, öffentlich zugänglich zu den Öffnungszeiten des Einkaufszentrums                                                           | ⊙ EKZ Nova Eventis, Westeingang                                                              |
|                                                    | Bücherregal                    | Leuna, Ortsteil Horburg-Maßlau                                        |               | im Innenraum der Marienkirche Horburg, öffentlich zugänglich zu den Öffnungszeiten der Kirche: April bis Oktober täglich 8 bis 18 Uhr                                    | ⊙ Burgauenstraße 7                                                                           |
|                                                    | Bücherregal                    | Lutherstadt Eisleben, Ortsteil Rothenschirmbach                       |               | im Vorraum der Autobahnkirche Rothenschirmbach, öffentlich zugänglich zu den Öffnungszeiten der Kirche, täglich 8 bis 18 Uhr                                             | ⊙ Rainstraße 4                                                                               |
|                                                    | Bücherschrank                  | Lutherstadt Wittenberg                                                | 2021          | | ⊙ Dresdner Straße 15, an der Bushaltestelle Mühlenbau                                        |
|                                                    | Telefonzelle                   | Lutherstadt Wittenberg                                                |               | öffentlich zugänglich | ⊙ Marstallstraße 13, auf dem Gelände der AWO                                                 |
| Bücherzelle Magdeburg                              | Telefonzelle                   | Magdeburg                                                             |               | | ⊙ Moritzhof                                                                                  |
|                                                    | Bücherregal                    | Magdeburg, Universitätsplatz, Universitätsbibliothek Magdeburg, Foyer |               | während der Öffnungszeiten der Bibliothek zugänglich | ⊙ Universitätsplatz, Universitätsbibliothek, im Eingangsbereich                              |
|                                                    | Bücherregal                    | Magdeburg, Neustädter Feld                                            |               | während der Öffnungszeiten des Nachbarschaftszentrums zugänglich | ⊙ Othrichstraße 30, Neue Wege e. V., im Eingangsbereich                                      |
| Lesezeichen Salbke                                 | Lesezeichen Salbke             | Magdeburg-Salbke                                                      | 2009          | | ⊙ Alt Salbke                                                                                 |
|                                                    | Bücherregal                    | Merseburg                                                             |               | während der Öffnungszeiten des Mehrgenerationenhauses geöffnet (Mo–Fr 8–17 Uhr)                                                                                          | ⊙ Roßmarkt 2, Offener Treff im Mehrgenerationenhaus                                          |
|                                                    | Regal                          | Merseburg, Ortsteil Meuschau                                          |               | Projekt des E-Centers | ⊙ im E-Center, neben dem Bäcker                                                              |
|                                                    |                                | Nahrstedt                                                             |               | | ⊙ Mehrgenerationenhaus                                                                       |
|                                                    | Grüne Bücherzelle              | Oberharz am Brocken (Hasselfelde)                                     |               | 24/7, aufgestellt von einer Privatperson | ⊙ Reuterweg 12                                                                               |
|                                                    | Bücherregal                    | Osterwieck                                                            |               | Durchgehend geöffnet. | ⊙ Mittelstraße 25                                                                            |
|                                                    | Telefonzelle                   | Quedlinburg                                                           | 2010          | Montag–Freitag 10–18 Uhr, Sonnabend 10–16 Uhr | ⊙ Marktstraße 7, im Innenhof von Quartier 7, vor dem Eingang von „DieBuchBar“                |
|                                                    | Telefonzelle                   | Salzatal, OT Fienstedt                                                |               | öffentlich zugänglich | ⊙ Im Ortszentrum an der Elisabeth-Zeidler-Straße                                             |
|                                                    | Bücherregal                    | Sandersdorf-Brehna, Ortsteil Brehna                                   |               | im Innenraum der Stadt- und Klosterkirche St. Jacobus und St. Clemens, öffentlich zugänglich als Autobahnkirche zu den Öffnungszeiten der Kirche, täglich 8 bis 18 Uhr   | ⊙ Pestalozzistraße                                                                           |
|                                                    | Telefonzelle                   | Sandersdorf-Brehna, Ortsteil Roitzsch                                 |               | | ⊙ Ernst-Thälmann-Straße 54 / Ecke Gretchenweg                                                |
|                                                    | Telefonzelle                   | Salzwedel                                                             |               | | ⊙ Breite Straße Ecke An der Katharinenkirche                                                 |
|                                                    | Bücherschrank                  | Schönburg (Saale)                                                     |               | öffentlich zugänglich | ⊙ am Saale-Radwanderweg vor einem privaten Grundstück                                        |
|                                                    | Bücherregal                    | Schönebeck                                                            |               | Zu den Öffnungszeiten des Salzer Parks zugänglich | ⊙ Im Salzer Park, zwischen Schäfer’s und Mäc Geiz, Stadionstraße 10, 39218 Schönebeck (Elbe) |
|                                                    | Seilbahngondel                 | Stecklenberg                                                          | Okt. 2023     | | ⊙                                                                                            |
|                                                    | Telefonzelle                   | Steutz                                                                |               | | ⊙                                                                                            |
|                                                    |                                | Stendal                                                               |               | [ 4 ] | ⊙ H. u. H. Kaschade Stiftung, Weberstraße 19                                                 |
|                                                    |                                | Stendal                                                               |               | [ 4 ] | ⊙ Blumenhaus Höft, Schadewachten                                                             |
|                                                    |                                | Stendal                                                               |               | [ 4 ] | ⊙ Kaffeekult, Am Markt 1                                                                     |
|                                                    |                                | Stendal                                                               |               | [ 4 ] | ⊙ Winckelmannmuseum, Winckelmannstraße 36                                                    |
|                                                    |                                | Stendal                                                               |               | [ 4 ] | ⊙ Tiergarten, Stadtsee                                                                       |
|                                                    |                                | Stendal                                                               |               | [ 4 ] | ⊙ Wandelhalle, Markt 14                                                                      |
|                                                    |                                | Stendal                                                               |               | [ 4 ] | ⊙ Hochschule, Osterburgerstraße 36                                                           |
|                                                    |                                | Stendal                                                               |               | [ 4 ] | ⊙ Volksbank, Birkenhagen                                                                     |
|                                                    | Telefonzelle                   | Sülzetal-Osterweddingen                                               |               | | ⊙ Bibliothek Sülzetal OT Osterweddingen Telefonzelle gegenüber Rusches Hof                   |
|                                                    | Telefonzelle                   | Sülzetal-Sülldorf                                                     |               | | ⊙ beim Kindergarten                                                                          |
|                                                    | Telefonzelle                   | Süplingen                                                             | Aug. 2024     | Öffentlich zugänglich | ⊙ Straßenkreuzung Dorfmitte                                                                  |
|                                                    | Telefonzelle                   | Tangermünde                                                           | Mai 2021      | finanziert von der Kaschade-Stiftung, mit Beleuchtung durch Bewegungsmelder                                                                                              | ⊙ neben St. Stephan                                                                          |
|                                                    | Telefonzelle                   | Tangermünde                                                           |               | öffentlich zugänglich, auf einem Privaten Grundstück | ⊙ in der Gasse „Langer Hals“                                                                 |
|                                                    | Telefonzelle                   | Thale                                                                 |               | im Hbf Thale, durchgehend geöffnet. | ⊙ Bahnhofstraße 1                                                                            |
|                                                    | Mini-Bibliothek                | Vockerode                                                             |               | 24/7, vermutlich private Initiative | ⊙ Kapenweg 35                                                                                |
|                                                    | Bücherregal                    | Weißenfels, Ortsteil Leißling                                         |               | innerhalb des EKZ, im Mittelgang, öffentlich zugänglich zu den Öffnungszeiten des Einkaufszentrums                                                                       | ⊙ EKZ „Schöne Aussicht“, Leißling                                                            |
|                                                    |                                | Werben                                                                |               | [ 4 ] | ⊙ Marktplatz 1                                                                               |
|                                                    | Bücherschrank                  | Westerhausen                                                          |               | Im stillgelegten Hauseingang eines unbewohnten Hauses. Durchgehend geöffnet.                                                                                             | ⊙ Oberdorf 9                                                                                 |
|                                                    | Seilbahngondel                 | Westerhausen                                                          |               | |                                                                                              |
|                                                    | Bücherschrank                  | Wernigerode                                                           |               | Bücherschrank REWE-Wernigerode (ehem. Realmarkt) im separaten Pausenbereich neben dem Lottogeschäft                                                                      | ⊙ Dornbergsweg 43                                                                            |
|                                                    | Büchertauschkasten             | Wernigerode                                                           |               | an einem Gartenzaun, durchgehend geöffnet | ⊙ Schöne Ecke 22                                                                             |
|                                                    | Regal                          | Wernigerode                                                           |               | im hinteren Bereich des Cafés im E-Center | ⊙ Halberstädter Str. 13                                                                      |
| Bürgerpark Wernigerode, Offener Bücherschrank 2020 | Bücherschrank                  | Wernigerode                                                           |               | Während der Öffnungszeiten des Bürgerparks von April bis November nutzbar                                                                                                | ⊙ Kurtsstraße 1 (Bürgerpark)                                                                 |
|                                                    | Telefonzelle                   | Wettin-Löbejün, OT Mücheln                                            |               | öffentlich zugänglich, vor einem Privathaus | ⊙ Döblitzer Weg 2, am Ortsausgang                                                            |
|                                                    | alter Umspannturm              | Wippra                                                                |               | alter Umspannturm | ⊙ gegenüber der Marienapotheke                                                               |
|                                                    | Telefonzelle                   | Wörlitz                                                               | 2014          | | ⊙ Erdmannsdorffstraße, Ecke Grabengasse                                                      |
|                                                    | Regal                          | Wolmirstedt                                                           |               | im Eingangsbereich während der Öffnungszeiten | ⊙ Edeka Center Wolmirstedt, Rogätzer Straße 22                                               |
|                                                    | Telefonzelle                   | Zeitz                                                                 | 2018          | | ⊙ Käthe-Niederkirchner-Straße 38, am Fußgängerüberweg vor dem Haus Zeitzblick                |
|                                                    | Telefonzelle                   | Zerbst                                                                |               | im Eingang zwischen Geldautomat und Kleingeldwechsler, während der Öffnungszeiten des E-Centers (8–20 Uhr)                                                               | ⊙ Edeka Center Becker, Coswiger Str. 1                                                       |
|                                                    | Regal                          | Zerbst, Ortsteil Reuden/Anhalt                                        |               | auf der Grünfläche gegenüber dem Friedhof | ⊙ Grünfläche                                                                                 |
|                                                    | Telefonzelle                   | Zscherndorf                                                           | Dez. 2021     | Ergänzt das bestehende (private) Angebot von Bücherkisten in der Delitzscher Straße und in der Lessingstraße – vom Ortschaftsrat initiiert                               | ⊙ bei der Grundschule, nahe Lindenplatz                                                      |
|                                                    | Bücherbox (Telefonzelle)       | Zschornewitz                                                          |               | öffentlich zugänglich, vor einem Privathaus | ⊙ Goethehain                                                                                 |